# Vīts Rimkus
Vīts Rimkus (Riga, 1973. június 21. –) lett válogatott  labdarúgó, jelenleg az FB Gulbene játékosa. Posztját tekintve csatár.
A lett válogatott tagjaként részt vett a 2004-es Európa-bajnokságon.

## Sikerei, díjai
Skonto Riga
- Lett bajnok (1): 1998

FK Ventspils
- Lett bajnok (3): 2006, 2007, 2008
- Lett kupagyőztes (4): 2003, 2004, 2005, 2007

Ekranas
- Litván bajnok (1): 2010
- Litván kupagyőztes (1): 2010
- Litván szuperkupagyőztes (1): 2010

Egyéni
- A lett bajnokság gólkirálya (2): 2007, 2008